# Кейзер, Антон Андреевич
Антон Андреевич Кейзер (также: Герард Антон Кейзер, Герард Антоний Кейзер, Антон Христиан Кейзер, Георг Антон Христиан Кейзер; не позднее 1710 — 1762) — русский флотоводец, вице-адмирал (1757). 

## Биография
По происхождению англичанин, либо выходец из Нидерландов. В 1728 году поступил на службу гравировальщиком в Императорскую академию наук в Санкт-Петербурге, однако, уже в следующем 1729 году перевёлся во флот с присвоением чина унтер-лейтенанта. Возможно, то же лицо, что и гравёр-голландец Яков Кейзер, работавший в Москве в Оружейной палате по меньшей мере с 1710 года и в 1729 году уволенный из Академии наук. Возможно, то же лицо, что и петербургский художник Герхард Антон (Геррит Антоний, Антоний Андреевич) Кайзер (1700—1762).
В 1734 году командовал малым судном (пакетботом) «Курьер» (порт приписки — Ревель). В 1735—40 годах ежегодно крейсировал по Балтийскому морю. В 1740 году был произведён в «капитаны полковничьего ранга» (капитаны 1 ранга) и направлен в Архангельск. В 1741 году командовал фрегатом «Кавалер», а в следующем 1742 году — линейным кораблём «Благополучие», который был только что построен на архангельской верфи, и который Кейзер должен был привести в Кронштадт. Однако, корабль сел на мель на отмели поблизости от устья Северной Двины, получил повреждения и вынужден был вернуться обратно в Архангельск.
В 1745—50 годах Кейзер командовал разными линейными кораблями Балтийского флота. В 1751 году был произведён в капитан-командоры. Как минимум дважды, в 1752 и 56 годах, командовал «практической» эскадрой, совершавшей тренировочные плавания по Балтийскому морю.
В 1757 году был произведён из капитан-командоров сразу в вице-адмиралы, минуя чин контр-адмирала. После вступления России в Семилетнюю войну, командовал арьергардом флота адмирала Мишукова во время блокады прусского порта Пиллау (1757). В октябре того же года был назначен главным командиром кронштадтского порта.
Скончался вице-адмирал Герард Антон Кейзер в 1762 году, находясь в той же должности.